# Lentulusbrevet
Lentulusbrevet är en förmodligen tidigast från 1200-talet härstammande skrift, som anger sig för att vara ett till romerska senaten från en föregiven företrädare för Pilatus kallad Lentulus ställt brev, där Jesus beskrivs som ståtlig och vördnadsbjudande, med mörkt, lockigt, på alkarna nedfallande hår, liksom skägget delat i mitten.
Lentulusbrevet skildring blev av stor betydelse för renässansens kristusbeskrivningar.